# البه سلوتسه
البه سلوتسه (به لاتین: Elbe Sluice) یک سد سلولی در جمهوری چک است که در  Střekov  واقع شده‌است.